# تاریخ یهودیان در امپراتوری روم

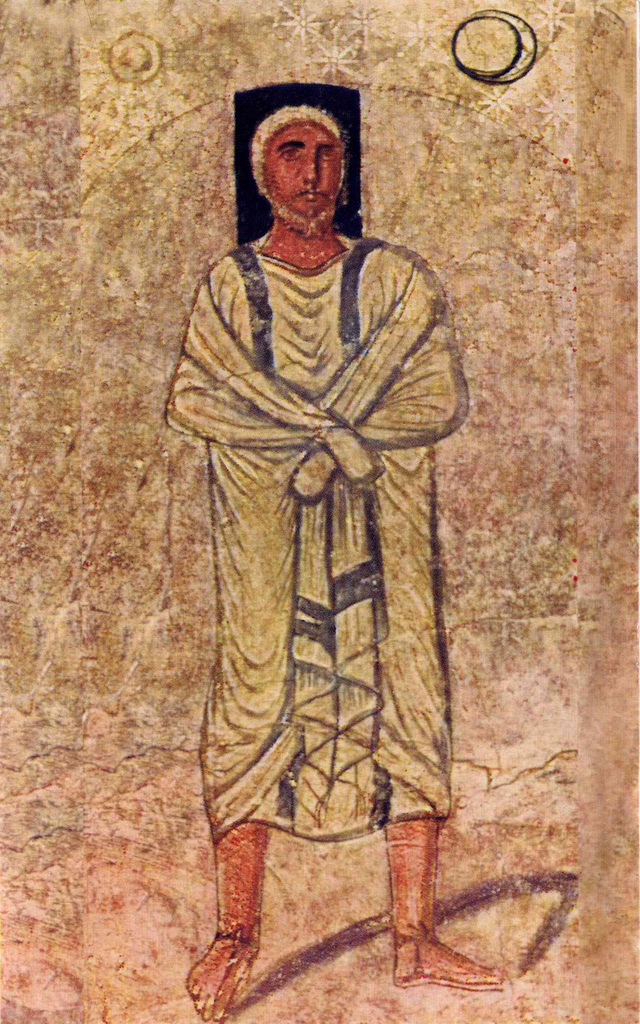
تصویر یوشع بن نون از نقاشی‌های دیواری قرن سوم در کنیسه دورا-یوروپوس

تاریخ یهودیان در امپراتوری روم (لاتین: Iudaeorum Romanum) به اثر متقابل یهودیان و رومیان در دوره امپراتوری روم (۲۷ پ.م. - ۴۷۶ م می‌پردازد. یهودیان دور از وطن از سرزمین اسرائیل، آناتولی، بابل (دولت‌شهر) و اسکندریه در پاسخ به مشکلات اقتصادی و جنگ بی‌وقفه بر سر سرزمین اسرائیل بین امپراتوری بطلمیوسی و امپراتوری سلوکی از قرن چهارم تا یکم قبل از میلاد به امپراتوری روم مهاجرت کرده بودند. در امپراتوری روم، جوامع یهودی از نظر اقتصادی رشد کردند. یهودیان در قرن اول پس از میلاد به بخش قابل توجهی از جمعیت امپراتوری روم تبدیل شدند، با برخی تخمین‌ها تا ۷ میلیون نفر؛ با این حال، این تخمین مورد تردید قرار گرفته‌است.

## زمینه
در سال ۶۳ قبل از میلاد، رومیان یهودیه، سرزمین یهودیان را فتح کردند. روم بلافاصله متوجه شد که مشکلی دارد زیرا یهودیان از ادای احترام به خدایان رومی خودداری می‌کردند. پس از مدتی روم تسلیم شد و یهودیان را از این الزام معاف کرد. روم این کار را تا حدی به این دلیل انجام داد که یهودیان چندین سال قبل به ژنرال رومی ژولیوس سزار کمک کرده بودند تا در نبرد مهمی پیروز شود. به زودی روم یهودیت را به عنوان یک دین قانونی به رسمیت شناخت و به یهودیان اجازه داد تا آزادانه عبادت کنند. اما روم به یهودیان بدگمان می‌نگریست و آنها را در موارد متعدد مورد آزار و اذیت قرار می‌داد. یکی از جدی‌ترین درگیری‌ها بین روم و یهودیان در استان رومی یهودیه در سال ۶۶ پس از میلاد زمانی که نرون امپراتور بود آغاز شد. فرماندار رومی تصمیم گرفت مقدار زیادی پول از خزانه معبد بزرگ اورشلیم را مصادره کند. او مدعی شد که مالیات‌هایی که امپراتور دارد را جمع‌آوری می‌کند. یهودیان شورش کردند و به سربازان رومی در سایر نقاط استان روم حمله کردند. نرون سه لژیونر را برای سرکوب شورش فرستاد. تا تابستان سال ۶۸، روم کنترل خود را بر بیشتر استان یهودیه بازگرداند. دو سال بعد ۷۰ میلادی، رومیان اورشلیم را پس گرفتند و معبد دوم اورشلیم، مرکز دین یهود را ویران کردند. جنگ برای چند سال دیگر ادامه یافت تا اینکه قلعه زیلوت‌ها در ماسادا سقوط کرد. در پی این شورش، روم سعی کرد با بیرون راندن یهودیان به نقاط مختلف امپراتوری، از قیام‌های بیشتر جلوگیری کند. اما یهودیان در دو شورش ناموفق دیگر قیام کردند. اولین مورد در سال‌های ۱۱۵–۱۱۶ در چندین شهر خاورمیانه رخ داد. دومی در اورشلیم در سال ۱۳۱ زمانی که امپراتور هادریان اعلام کرد که زیارتگاهی برای ژوپیتر در محل معبد بزرگ ویران شده خواهد ساخت. رومیان پس از درهم شکستن سومین شورش به نام شورش بارکوخبا، یهودیان را در سراسر امپراتوری پراکنده کردند. اما یهودیت در امپراتوری روم به عنوان یک دین قانونی باقی ماند.

## تعداد یهودیان در روم
ادعاها در مورد اندازه جمعیت یهودی در امپراتوری روم بسیار متفاوت است، از ۲ میلیون تا ۱۰ میلیون یا بیشتر. اما هر تلاشی برای تعیین اندازه به دلیل ماهیت شواهد محکوم به شکست است. علیرغم آن، بسیاری از محققان ادعا کرده‌اند که یهودیان ۲۰ درصد از امپراتوری روم شرقی را تشکیل می‌دادند، همچنین ادعا می‌کنند که جمعیت یهودیان دور از وطن عمدتاً شهرنشین بوده‌اند و برخی ادعا می‌کنند که این جمعیت از نظر اقتصادی نیز مرفه بوده‌است. اما چنین ادعاهایی نه تنها شهرهای امپراتوری روم را از یهودیان اشباع می‌کند، بلکه باید توضیح دهد که چگونه یک جمعیت عمدتاً روستایی و کشاورز در سرزمین فلسطین (با شاید یک میلیون نفر) می‌تواند مناطق شهری روم یک امپراتوری با صنعتگران و بازرگانان ماهر را پر کند.

## یهودیان ودین رومی

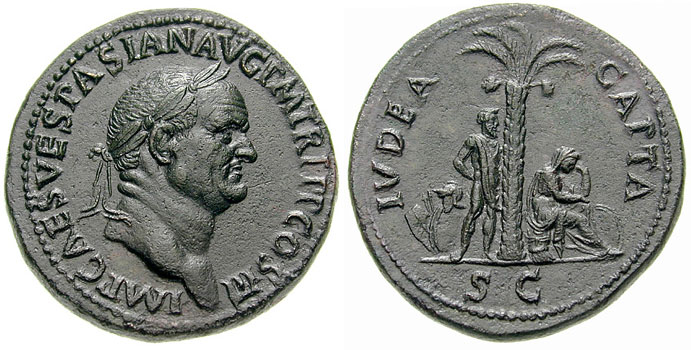
سکه‌ای رومی که به مناسبت پیروزی روم بر یهودیان در سال ۷۱ ضرب شده‌است. بر روی سکه، تصویر وسپاسیان (ح ۶۹–۷۹) امپراتور روم دیده می‌شود. در پشت سکه نوشته شده‌است که یهودیه فتح شد و یک مرد یهودی که دستانش از پشت بسته شده و یک زن یهودی گریان که زیر درخت خرما نشسته به تصویر کشیده شده‌اند.

حداقل یک قرن پیش از استقرار حکومت امپراتور آگوستوس، با یهودیان در روم طبق معاهده دیپلماتیک با «نخبگان یونانی شده یهودیه» مدارا می‌شدند. یهودیان دور از وطن اشتراکات زیادی با جوامع یونانی یا یونانی‌شده‌ای داشتند که آنها را احاطه کرده بودند. کنیسه‌های اولیه ایتالیایی آثار کمی از خود بر جای گذاشته‌اند. اما یک کنیسه در اوستیا (رم) در اواسط قرن اول پیش از میلاد وقف شد و چندین مورد دیگر در دوره امپراتوری گواهی شده‌است. ثبت نام یهودیه به عنوان یک پادشاهی وابسته به روم در سال ۶۳ قبل از میلاد، مهاجرت یهودیان را افزایش داد. در روم، این امر منجر به بررسی دقیق‌تر دین رسمی آنها شد. کنیسه‌های آنها توسط ژولیوس سزار به عنوان «کالج» (نهاد مذهبی) قانونی شناخته شد. در دوران آگوستوس، شهر رم محل زندگی چندین هزار یهودی بود. در برخی از دوره‌های تحت حکومت روم، یهودیان به‌طور قانونی از قربانی کردن رسمی، تحت شرایط خاصی معاف بودند. یهودیت برای سیسرون (مرگ ۴۳ پیش از میلاد) یک «خرافات» بود، اما برخلاف مسیحیت به عنوان «مذهب مجاز» (یک دین رسمی مجاز) در نظر گرفته می‌شد.